# Rezerwat przyrody Mszar w Olsztynie
Rezerwat przyrody Mszar – niewielkie śródleśnie położone torfowisko objęte ochroną już w 1907 roku, powołane w okresie powojennym w postaci ścisłego torfowiskowego rezerwatu przyrody 30 grudnia 1953 roku.
Rezerwat zajmuje powierzchnię 5,24 ha (akt powołujący podawał 4,45 ha) i położony jest na terenie Lasu Miejskiego w Olsztynie. Obejmuje zagłębienie bezodpływowe (dawne jezioro) wypełnione pokładem torfu o średniej miąższości 13 m. Powierzchnia torfowiska (115 m n.p.m.) znajduje się kilkanaście metrów ponad poziomem lustra wody położonego opodal Jeziora Długiego (103,6 m n.p.m.).
Głównym celem ochrony rezerwatowej jest zachowanie torfowiskowych zbiorowisk roślinnych – Vaccinio uliginosi-Pinetum i Ledo-Sphagnetum magellanici ze stanowiskami licznych rzadkich i chronionych gatunków roślin.
Kobierzec mszysty tworzą m.in.: Sphagnum warnstorfii, Shagnum nemoreum, Bryum pseudotriquetrum. Mchom towarzyszą: bagno zwyczajne Ledum palustre, modrzewnica zwyczajna Andromeda polifolia, bażyna czarna Empetrum nigrum, rosiczka okrągłolistna Drosera rotundifolia i długolistna D. anglica, wełnianka pochwowata Eriophorum vaginatum i paprotnik kolczysty Polystichum aculeatum.
Na przełomie XX i XXI w. w rezerwacie stwierdzono obecność 42 gatunków porostów, natomiast w 2024 71 gatunków (przy czym części gatunków stwierdzonych wcześniej nie stwierdzono w późniejszej inwentaryzacji).
Akt powołujący rezerwat ukazał się w MP nr A-116, poz. 1511 z 30.12.1953 r.